# 生谷温泉
生谷温泉（いぎだにおんせん）は、兵庫県宍粟市山崎町生谷（旧国播磨国）にある温泉。

## 沿革
1882年に発見され、1884年より温泉としての供用を開始する。しかし、1943年に外湯が火災に遭い閉鎖。その後、1961年に温泉旅館・山楽荘として再建される。しかし、山楽荘も経営難のため1981年に閉館。
1997年、宍粟郡山崎町が中心となり第三セクター方式で宿泊施設を備えた生谷温泉 伊沢の里（いぎだにおんせん いざわのさと）として再開し、現在に至る。

## 泉質
- ナトリウム塩化物冷鉱泉
- 泉温 17.3℃（飲用不可）
- 湧出量 22 L/分

## 効能
神経痛、筋肉痛、関節痛、打ち身、痔疾、冷え性、疲労回復など。

## 温泉施設
- 露天風呂と内風呂、サウナ、水風呂有り。
- レストラン・宿泊施設有り。毎月第4木曜定休。

## アクセス
- 車：中国道・山崎ICより北へ5分
- 公共交通機関：姫路駅より神姫バスで約50分、山崎バスターミナルから徒歩またはタクシーを利用（最寄りにはバス停無し）

揖保川の支流・伊沢川沿いに立地している。